# مارتن كيمب (أستاذ جامعي)
مارتن كيمب (بالإنجليزية: Martin Kemp)‏ هو مؤلف ومؤرخ بريطاني، ولد في 5 مارس 1942 في ونزر في المملكة المتحدة.

## وصلات خارجية
- مارتن كيمب على موقع IMDb (الإنجليزية)
- مارتن كيمب على موقع قاعدة بيانات الفيلم (الإنجليزية)